# 獅子座60
獅子座60，又名BD+20 2547，HD 95608、SAO 81637、HR 4300，是獅子座的一颗恒星，视星等为4.42，位于銀經222.61，銀緯64.13，其B1900.0坐标为赤經10h 56m 59.5s，赤緯+20° 64.13′ 59″。